# SAHA
Iran Aircraft Industries (IACI) ou SAHA (en persan : صنایع هواپیمایی ایران) est une entreprise aéronautique iranienne créée en 1961 principalement pour la maintenance d'avions militaires et civils. Au fil du temps, la SAHA est devenue une partie importante de l’industrie aéronautique iranienne. En 1998, des scientifiques et experts iraniens ont commencé à concevoir, à concevoir et à fabriquer des pièces de moteur complexes, des pièces d'avion et à fabriquer des turbomoteurs comme Toloue-4.

## Projets
- Production d'un turboréacteur à double flux 100% iranien de classe MD-80 en 2014, comparable au moteur à réaction JT8D-219
- Production en série du mini moteur à réaction Toloue-4
- Capacité de réparer des avions comme le Boeing 747
- Moteur Owj (Zenith), GE J85, J79
- Réparation des moteurs Dart
- Construiction des lignes de réparation pour réparer les moteurs lourds comme Astazo (Turbomeca Astazou), F et Solar.
- TV3S, AL-, RD33 93, AI D- MS, D30
- Développement du premier turboréacteur à double flux iranien Jahesh-700[2],[3].